# Phyllomys sulinus
Phyllomys sulinus är en gnagare i familjen lansråttor som förekommer i Sydamerika. Artepitet i det vetenskapliga namnet är bildat av det portugisiska ordet sul (syd) i latiniserad stavelse. Det syftar på utbredningsområdet i södra Brasilien.

## Utseende
Arten når en absolut längd av 36,0 till 45,5 cm, inklusive en 16,0 till 24,8 cm lång svans. Bakfötterna är 3,5 till 4,0 cm långa och öronen är 1,1 till 1,8 cm stora. Ovansidan är täckt av borstig päls med flera taggar inblandade som är upp till 2,6 cm långa. Håren är orangebruna och taggarna har en svart spets som är påfallande smal och liknar en piska. En annan sorts borstar är gråbruna med ett orange band i mitten. På undersidan förekommer kort och mjuk päls. Håren där är gråa nära roten och krämfärgade till vita vid spetsen. Typiska är dessutom vita fläckar på hakan, på strupen och vid axlarna. På svansen förekommer bruna hår som är ljusare på undersidan och längre hår vid svansspetsen bildar en tofs. Huvudet kännetecknas av en mörkbrun färg med ett grått område kring nosen samt ljusare till krämfärgade kinder. Endast några kort och smala hår täcker de bruna öronen.
Djuret har borstigare päls på ovansidan än Phyllomys dasythrix.

## Utbredning
Utbredningsområdet ligger i södra Brasilien mellan delstaterna Saõ Paulo och Rio Grande do Sul. Kanske når arten delstaten Minas Gerais. Habitatet varierar mellan regnskogar nära Atlanten och delvis lövfällande skogar.

## Ekologi
Enligt den ursprungliga beskrivningen från 2008 har Phyllomys sulinus samma levnadssätt som andra släktmedlemmar. Den är nattaktiv och klättrar främst i träd. Individerna vilar i trädens håligheter och de har huvudsakligen blad som föda.

## Status
Inget är känt angående beståndets storlek och hot mot arten. IUCN listar Phyllomys sulinus med kunskapsbrist (DD).